# Десять потерянных колен
Де́сять поте́рянных коле́н — племена потомков десяти из двенадцати колен Израиля, которые после гибели Северного Израильского царства попали в ассирийский плен. Исторические сведения о потерянных коленах весьма отрывочны, и на протяжении многих веков местонахождение их потомков оставалось загадкой: множились теории, предположения и мистификации, связанные с отождествлением потомков потерянных колен среди других народов — в центральной Азии, Африке и даже среди американских индейцев.

## Описание

### Разделение колен
После смерти царя Соломона единое Израильское царство под властью царя Ровоама распалось на два царства: Иудею на юге и Израиль на севере. Впервые о десяти коленах говорится в речи пророка Ахии к Иеровоаму, будущему царю Северного Израильского царства (3Цар. 11:29—40). Иудейскому царству со столицей в Иерусалиме и царём из династии Давида подчинились только колена Иуды и Вениамина (3Цар. 12:20). К Северному Израильскому царству отошли земли девяти колен — Завулон, Иссахар, Ашер, Неффалим, Дан, Манассия, Ефрем, Рувим и Гад. В царстве осталась также часть колена Левия. Колено Левия, выполнявшее роль священнослужителей, не получило своего земельного надела (Втор. 8:9—10, 10:8—9; Чис. 18:20—23), было рассеяно среди других колен по всему единому Израильскому царству и часто исключалось из общего подсчёта колен. О колене Симеона, земли которого были на территории Иудейского царства, ничего не говорится; считается, что к этому моменту Симеоново колено очень сильно ассимилировалось с более воинственным Иудиным коленом.
К десяти коленам относятся потомки следующих сыновей Иакова:
- сыновья Лии: Рувим, Симеон, Иссахар, Завулон;
- сын Рахили: Иосиф, два сына которого Манассия и Ефрем составляли отдельные колена;
- сыновья Валлы: Дан, Неффалим;
- сыновья Зелфы: Гад, Ашер.

К потерянным коленам не относятся два колена, составляющих Иудейское царство, — колена Иуды и Вениамина. Часть колена Левия, которое не получило своего земельного надела, осталась на землях Иудейского царства. Спорным вопросом является принадлежность колена Симеона к «потерянным коленам». Земли этого племени находились на территории Иудейского царства, поэтому иногда считается, что потерянных колен было девять.

### Дальнейшая история
В 732—722 годах до н. э. Северное Израильское царство было захвачено ассирийским царём Саргоном II; большая часть его населения была уведена в плен и расселена небольшими группами в различных областях этой огромной державы. Так началась первая еврейская диаспора. Основная масса израильтян постепенно была ассимилирована народами, среди которых они проживали.
Упоминания о принадлежности к конкретным коленам с годами появляются всё реже и реже. Редкие упоминания о принадлежности к Десяти потерянным коленам имеются на рубеже нашей эры. Согласно Новому Завету, пророчица Анна происходила из колена Ашера (Лука 2:36). Рассказывается о встрече Иисуса Христа с самаритянкой, принадлежащей к Десяти коленам; при этом отмечалось, что иудеи не общаются с самаритянами.

## Группы, претендующие на происхождение от определённых колен Израилевых
Много небольших групп, в том числе и традиционно относимых к евреям, претендуют на своё происхождение от Десяти потерянных колен:
- бней-Исраэль («сыны Израиля») — изолированная группа евреев, говорящая на языке маратхи и проживающая в Бомбее (см. Мумбаи) и крупных городах Индии и Пакистана; некоторые исследования выводят их из пропавших колен, а именно из колена Завулона либо из коэнов — священнослужителей из рода потомков Аарона;
- персидские евреи (и, в частности, бухарские евреи) считают себя потомками колена Ефрема;
- грузинские евреи претендовали на происхождение от Иссахара;
- бета Исраэль («Дом Израиля»), называющие себя Фалаша («пришельцы») на языке геэз, известные как эфиопские евреи, считают себя потомками колена Дана;
- самаритяне, живущие в Израиле в городах Шхем и Холон, считают себя потомками колен Ефрема и Манассии, которые не отправлялись в изгнание и проживали там с библейских времён;
- бней-Эфраим («сыны Ефрема») — маленькое племя на юге Индии в штате Андхра-Прадеш; говорит на языке телугу, считает себя потомками колена Ефрема;
- бней-Менаше («сыны Манассии») — маленькое племя в индийских штатах Манипур и Мизорам; считает себя потомками колена Манассии;
- лемба — анализ ДНК, проведённый учёными Лондонского Университета, свидетельствует о том, что африканское племя лемба, обитающее в Зимбабве и ЮАР, имеет семитские корни[1]; исследование генетического материала членов этого немногочисленного клана позволяет учёным утверждать, что они относятся к роду коэнов — священнослужителей Храма[источник не указан 4082 дня];
- племя насрани из Малабара (Керала) в Индии считают себя евреями, происходящими из Израильского царства[2];
- евреи Игбо в Нигерии считают себя потомками колен Ефрем, Манассии, Завулона, Гада и Левия.

## Племена, претендующие на происхождение от неопределённых колен
Некоторые племена утверждают, что они происходят от Десяти потерянных колен, но не указывают конкретно, от каких. К ним относятся:
- караимы — большинство религиозных караимов в настоящее время считают себя продуктом смешения остатков десяти колен Израилевых с прозелитами тюркского происхождения, перешедшими в караимизм[3], вопреки мнению их светских лидеров, настаивающих на чисто тюркском происхождении караимов;
- Дом Израиля — религиозная община в Гане из людей племени Сефви;
- Некоторые пуштуны, проживающие в Афганистане, утверждают, что происходят от Десяти потерянных колен[4][5][6][7];
- существует теория, что часть племён и общин Кашмира, населяющих север Индии, происходит от Десяти потерянных колен Израиля[8][9].

## Маргинальные теории о Десяти потерянных коленах
Уже в позднее время и евреи, и христиане, исследуя библейские и другие источники, стали выдвигать многочисленные теории о судьбе Десяти потерянных колен. Среди ашкеназов потерянные колена получили название Die Roite Yiddelech (красные еврейчики); согласно известной аггаде считалось, что они отрезаны от остальной диаспоры легендарной рекой Самбатион, а эту реку из кипящей воды и стен огня и дыма невозможно перейти.
Подобные легенды породили многочисленные попытки найти потомков утерянных израильских колен, обычно помещаемых в малоисследованные районы мира или отождествляемых с какими-либо из существующих народов. В IX веке еврейский путешественник Эльдад ха-Дани утверждал, что сам принадлежит к колену Дан, но ещё и поддерживает связь с четырьмя из других исчезнувших колен. Его рассказы о судьбах исчезнувших десяти колен Израилевых, сохранившиеся в шести версиях, приобрели значительную популярность. В «Книге путешествий» Вениамин Тудельский описал независимое государство Нисбор, бывшее царством Четырёх колен (Дана, Неффалима, Асира и Завулона). Нисбор, «которым правит князь Иосеф Амаркала ха-Леви», якобы находился на реке Гозан в Нишапурских горах на северо-востоке Ирана (либо смежных областях Афганистана и Средней Азии). После писем 1488—1489 годов раввина Овадия Бертиноро из Иерусалима широкое распространение получила легенда о войнах Десяти колен с царством христианского пресвитера Иоанна в Эфиопии. Распространённые в XVII—XIX веках теории о происхождении современных народов (включая американских индейцев, эскимосов, японцев, чамов в Кампучии, пуштунов, армян, курдов, ирландцев) от потерянных колен считаются современной наукой маргинальными.

### Скифы / Киммерийцы

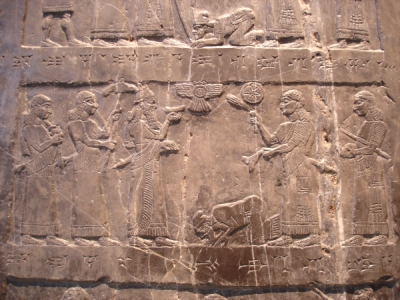
Иегу, сын Омри, или посол, преклоняет колени перед царём Салманасаром III. Рельеф Чёрного обелиска

Согласно этим теориям ассирийцы депортировали некоторые или все северные колена в Скифию. Сторонники этой теории интерпретируют Бехистунскую надпись. На это указывал, в частности, Джордж Роулинсон. При этом обращают внимание на сходство головного убора израильского царя Иегу и короля саков в дальней правой части изображения, а ассирийское название Дома Израильского «Khumri» фонетически тождественно с «Gimirri» (киммерийцы). На основе этого предполагаемого соответствия строится множество теорий, приписывающих происхождение от Десяти потерянных колен разным европейским народам. В свою очередь критики этих теорий обращают внимание на полное несоответствие и несовместимость обычаев скифов и еврейских племён.

### Невры
Шведский историк XVIII века Улоф фон Далин писал, что упоминаемое у греческих авторов скифское племя невров являлось потомками десяти потерянных колен Израилевых; при этом он считал невров предками финнов, саамов, и эстонцев..
Невры кажется являются остатками Десяти Племен Израиля которых Салмансер, царь Ассирии, в качестве пленников увел из Ханаана… (Если понять что) язык древних Финнов, Саамов и Эстонцев похож на Иврит и даже что эти люди в древние времена отсчитывали начало своего нового года с первого Марта, и Суббота была у них Шаббат, тогда понятно что Невры по всей вероятности имели это происхождение.

### Британский израилизм
Сторонники этой теории считают, что от скифов и киммерийцев происходят англосаксы и далее — некоторые европейские народы, в первую очередь англичане и американцы. Теория британского израилизма возникла в Англии и потом распространилась в США. В первую очередь её распространял Герберт Армстронг, основатель «Всемирной Церкви Бога». Потом данная организация остыла к этой теории, но её подхватили другие секты.

### Британско-американская теория
Эта теория отличается от британского израилизма, но считает, что скифы и киммерийцы, как потомки Десяти потерянных колен, породили различные европейские нации. При этом ортодоксальные комментарии раввинов истолковываются как имеющие отношение к европейским народам как к потомкам Десяти потерянных колен. Сторонники этой теории считают, что от Десяти потерянных колен происходят (частично) финны, швейцарцы, шведы, норвежцы, ирландцы, валлийцы, французы, бельгийцы и голландцы. От колена Дана происходят (частично) датчане, ирландцы и валлийцы. В Десять потерянных колен входят также хазары.

### «Северная» теория
Существует теория о том, что потомки Десяти потерянных колен определяются через генетический тест на гаплогруппу R (Y-ДНК). Тогда в их число войдёт большинство европейских народов, включая русских. Теория также плохо соответствует современным исследованиям археологии и антропологии.

### Курды
Основанием для гипотезы о том, что курды представляют одно из Десяти потерянных колен, является генетическая близость гаплогруппы J (Y-ДНК) еврейского духовенства (коэнов) и курдов. Однако совпадение из выборки 95-ти курдов-мусульман с гаплотипом CMH наблюдалось только в одном случае. Детальный статистический анализ показывает, что достоверность выводов о генетическом родстве на основании данного гаплотипа недостаточна.

### Японцы
Макуя — японское новое религиозное движение, которое считает, что японцы связаны с Десятью потерянными коленами, сильно повлиявшими на культуру и религию их страны.
С XVII века существует теория, что японцы являются потомками Десяти потерянных колен. Её основанием служат параллели между японскими и еврейскими ритуалами и даже языком. К подобному выводу пришёл также Иосиф Айделберг.

### Ирландцы
Существует теория, что ирландцы или островные кельты являются потомками Десяти потерянных колен. Сторонники этой теории считают, что пророк Иеремия посетил именно Ирландию с принцессой Теа Теффи, принадлежащей королевскому роду Израильского царства. При этом указываются параллели между еврейской и ирландской культурой.
Элементы этой теории сходны с позицией британских израилитов.

### Аборигены Америки
Отдельные исследователи XVII—XVIII веков собирали доказательства того, что некоторые племена американских аборигенов происходят от Десяти потерянных колен. Подобных теорий имеется достаточно много.
Книга Мормона также утверждает, что американские туземцы происходят от колена Манассии.
Некоторые исследователи, такие как Хаушуа Амариэль, видят генетическое и лингвистическое сходство между индейцами чероки и евреями.

### Народ цян
Народ цян из юго-западного Китая рабби Элиягу Авихаиль считает потомками Авраама.

### Лезгины
По мнению израильского историка Цви Касдая, лезгины являются потомками одного из колен Израиля, которые увёл в плен ассирийский царь Санхерив.
В начале XX века К. М. Курдов высказал мнение, что кюринцы (то есть лезгины) «…подверглись метисации со стороны представителей семитического семейства, главным образом горских евреев».
Б. В. Миллер в своей работе «Таты, их расселение и говоры» пишет: "Жители с. Ахты (Кюринского округа, на Самуре) до сих пор (в 1928 г.) как и 40 лет назад, сохраняют воспоминание о том, что их предки были «евреями». Известный французский антрополог Жан-Луи-Арман Катрфаж считал, что лезгины имеют еврейские корни.

## Десять потерянных колен в художественной литературе
Обычно показаны в произведениях исторического, приключенческого и фантастического жанров, подпадающих под так называемую тематику «затерянных рас» (см. каталог коллекции Стюарта Тейтлера и чеклист Джессики Аманды Сальмонсон), частично пересекающуюся с тропом «затерянные миры» («lost world» trope).
- Ben Aronin — роман «The Lost Tribe» (1934)
- De Witt C. Chipman — роман «Beyond the Verge» (1896)
- George Cossins — роман «Isban-Israel» (1896)
- Artemus P. Kerr — новелла «The Lost Tribes and The Land of Nod» (1897)
- Mark Lee — роман «The Lost Tribe» (1998)
- O. J. Swenson Lindelof — роман «A Trip to the North Pole» (1903)
- Thomas MacGrady — роман «Beyond the Black Ocean» (1901)
- Philip Norton (под псевдонимом Artegall Smith) — роман «Sub Sole, or Under the Sun» (1889)
- Benjamin C. Warren — роман «Arsareth» (1893)
- Belle Hagen Winslow — роман «The White Dawn» (1920)

Десять потерянных колен также упоминаются в книге Дины Рубиной «Синдикат» и романе Умберто Эко «Баудолино».